# 2707 Ueferji
2707 Ueferji (1981 QS3) là một tiểu hành tinh vành đai chính được phát hiện ngày 28 tháng 8 năm 1981 bởi H. Debehogne ở La Silla.